# Perham
|  | Per a altres significats, vegeu «Perham (Maine)». |

Perham és una població del Comtat d'Otter Tail (Minnesota, Estats Units d'Amèrica).

## Demografia
Segons el cens dels Estats Units del 2000, Perham tenia 2.559 habitants
, 1.104 habitatges, i 642 famílies. La densitat de població era de 377,1 habitants per km².
Dels 1.104 habitatges en un 29,3% hi vivien nens de menys de 18 anys, en un 45,5% hi vivien parelles casades, en un 8,9% dones solteres, i en un 41,8% no eren unitats familiars. En el 37,1% dels habitatges hi vivien persones soles el 20,7% de les quals corresponia a persones de 65 anys o més que vivien soles. El nombre mitjà de persones vivint en cada habitatge era de 2,23 i el nombre mitjà de persones que vivien en cada família era de 2,95.
Per edats la població es repartia de la següent manera: un 25,1% tenia menys de 18 anys, un 6,9% entre 18 i 24, un 25,7% entre 25 i 44, un 17,6% de 45 a 60 i un 24,7% 65 anys o més.
L'edat mediana era de 40 anys. Per cada 100 dones de 18 o més anys hi havia 82,9 homes.
La renda mediana per habitatge era de 28.397 $ i la renda mediana per família de 40.184 $. Els homes tenien una renda mediana de 29.087 $ mentre que les dones 20.817 $. La renda per capita de la població era de 16.444 $. Entorn del 8,1% de les famílies i el 13,2% de la població estaven per davall del llindar de pobresa.

## Poblacions properes
El següent diagrama mostra les poblacions més properes.